# Didi – Der Experte
Didi – Der Experte ist eine deutsche Verwechslungs- und Polit-Komödie mit Dieter Hallervorden.

## Handlung
Der Film spielt vor dem Hintergrund eines (fiktiven) Bürgermeisterwahlkampfs zwischen den Volksparteien „Deutsche Volkspartei“, DVP (an die CDU angelehnt) und „Deutsche Fortschrittspartei“, DFP (an die SPD angelehnt). Während die einzelnen Fraktionen auf Stimmenfang gehen, schiebt Willi Schulze Frust. Der politverdrossene Automechaniker lebt mit dem entlaufenen Waisenjungen Paul in einer Hinterhofwerkstatt und lässt keine Gelegenheit aus, über die Politiker zu motzen sowie Werbeplakate abzureißen.
Als er während einer Probefahrt liegen bleibt, wird er von Willy Schneider mitgenommen, einem von der DVP aus den USA geholten Wahlkampfexperten (daher der Titel). Dieser will mit Slogans à la „Don't think twice, it’s alright!“ der DVP zum Sieg verhelfen. Während der Fahrt kommt es zu einem Unfall, durch den Schneider schwer verletzt wird und Schulze sein Gedächtnis verliert. Da alle Personaldokumente vernichtet werden, hält man Schulze wegen der von Schneider übernommenen Äußerungen für den US-Experten.
Nach einem die (falsche) Persönlichkeit reaktivierenden Klinikaufenthalt steigt Schulze trotz teilweiser Tollpatschigkeit zum Heilsbringer der DVP auf, der sie mit Schneiders Schlagwörtern sowie banalen Feststellungen aus seinem früheren Leben („Wir müssen mehr Dampf machen!“, „Wir müssen die Schrauben anziehen!“ und „Mit Vollgas in die Sonne!“) voranbringt. Doch auch die DFP-Konkurrenz will Schulze für sich gewinnen, zudem kommen dem Pseudo-Experten Zweifel an seiner Person. Erst der von Waisenhaus-Häschern entdeckte Paul und ein unzufriedener Kunde, welcher die Werkstatt verwüstet, lassen Schulzes Erinnerungen zurückkommen.
Mit dem wiedergewonnenen Wissen spielt Schulze nun die Parteien gegeneinander aus und entlarvt den unlauteren Wahlkampf aller Beteiligten als von Alltagslügen und Scheinheiligkeit geprägte Schaumschlägerei, welche er zudem den Wählern publik macht. Am Abend der Wahl müssen sowohl DVP als auch DFP hohe Stimmenverluste hinnehmen. Schulze will die Fernsehübertragung nutzen und gemeinsam mit dem genesenen Schneider das Missverständnis um seine Verwechslung aufklären. Doch Schneider befand sich in derselben Klinik wie Schulze und hält sich nach einer Gehirnwäsche nun selbst für den Automechaniker.
Schulze soll nun wegen des TV-Eklats und der verursachten Wahlschlappen in die Psychiatrie überwiesen werden. Am Ende kann ihn aber der wieder entlaufene Paul Wudke aus der Zwangslage befreien. Beide beginnen ein neues Leben.

## Trivia
Der Film entstand in West-Berlin. Im Film haben die Fahrzeuge alle das Kfz-Kennzeichenkürzel P, um politische Anspielungen auf den Wahlkampf einer realen Stadt zu vermeiden. Nach der Wiedervereinigung jedoch wurde P das Kennzeichen von Potsdam, was den Film aus heutiger Sicht kurios erscheinen lässt.

## Kritik
„Zähflüssige Satire, die ohne besondere kabarettistische Originalität Seitenhiebe gegen Wahlkampfmethoden und parteipolitische Taktiken auszuteilen versucht.“

## DVD-Veröffentlichung
Der Film erschien am 25. November 2005 bei Turbine Medien auf DVD.